# أجزاء فم الحشرة

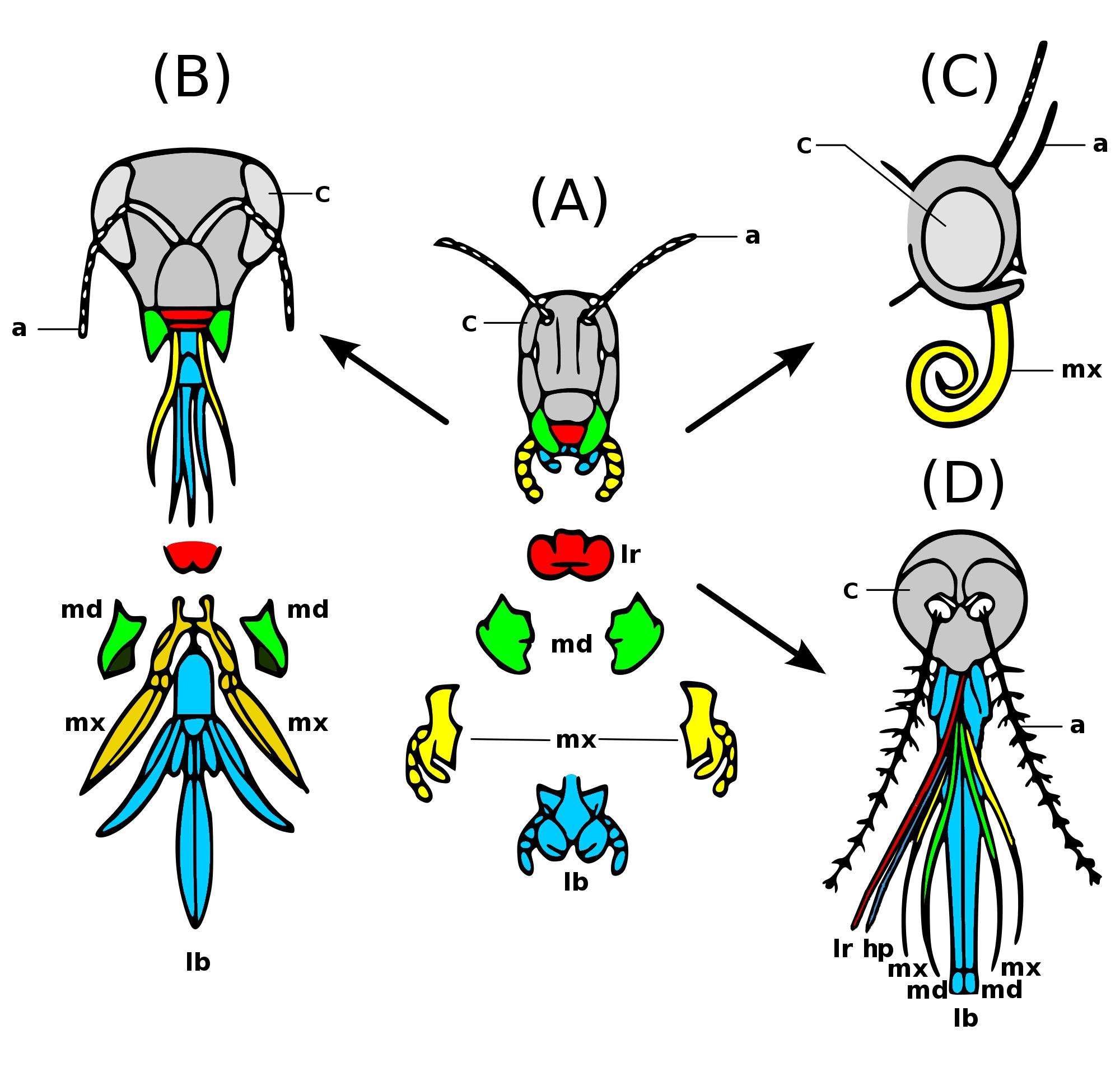
التطور في فم الحشرة الجندب في الوسط (A)و النوع الملفوف في (B) والنوع الماص في (C & D). تفصيل: a, قرون استشعار; c, عيون مركبة; lb, الشفة السفلى; lr, الشفة العليا; md, الفك العلوي; mx, الفك الأسفل.

الحشرات طائفة (أو صف) من حيوانات لافقارية في شعبة مفصليات الأرجل، تعتبر التصنيف الأكثر انتشارا والأوسع في شعبة مفصليات الأرجل. ويمكن تصنيف الحشرات على أساس تغذيتها إلى ماضغات وماصّات وماسحات.

## أنواع فم الحشرات
تختلف أجزاء الفم في الحشرات تبعاً لطبيعة الغذاء ولذلك فهى تمثل صفة تصنيفية هامة وتدل على العلاقات الغذائية للحشرة في مجتمعها البيئى. وهناك أنواع مختلفة من أجزاء الفم نستعرض الأنواع الرئيسية كما يلى:

### النوع القارض (Chewing insects)
يعتبر هذا النوع الأكثر بدائية ويعتقد بأن جميع الأنواع الأخرى قد تحورت منه.وفي هذا النوع يقوم الفكان العلويان بقطع وطحن الغذاء الصلب في حين يقوم الفكان السفليان والشفة السفلى بجذب الطعام المطحون تجاه البلعوم. ويوجد مثل هذا النوع في اليسعوب، الجنادب، الخنافس. ويتركب من الأجزاء الآتية:

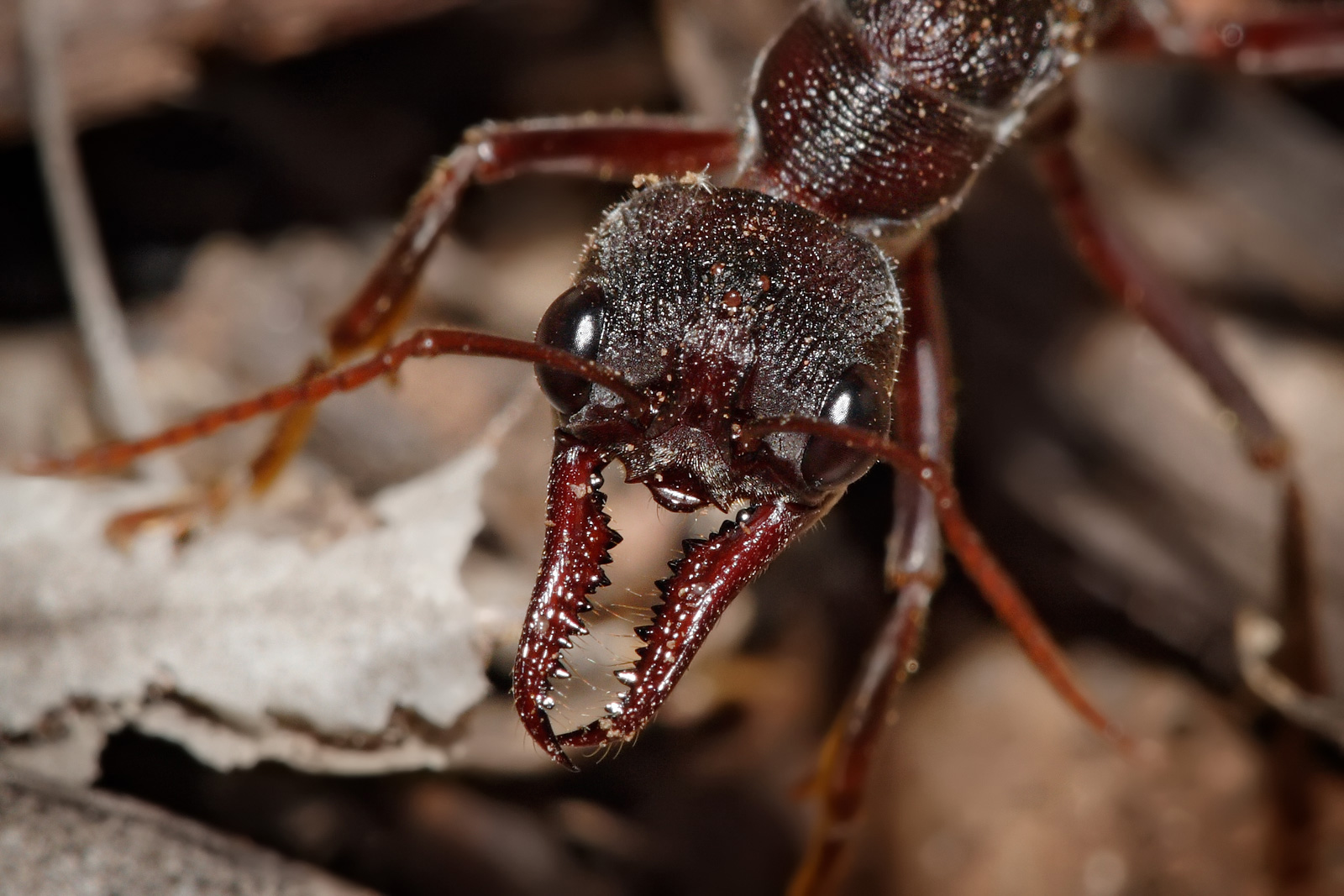
الفك العلوي للنملة

- الشفة Labium: عبارة عن صفيحة بسيطة نصف دائرية تقريباُ تتكون من اربع اجزاء. ويمكن وصفها على انها ارضية الفم. تساعد مع الفكوك السفلية على عملية المضغ.[1]
- الفكوك العلوية Mandibles: للحشرة زوج من الفكوك العلوية مزودة بأسنان كيتينية. وتقع بين الشفة السفلى والفكوك السفلية. وهن في العادة أكبر اجزاء الفم وتستخدم لـ (مضغ، تقطيع، تمزيق، سحق) الطعام. كما تستخدم للدفاع عن المواقع في موسم التزواج عند الذكور وعند بعض أنواع النمل يستخدم للصيد والدفاع.
- الفكوك السفلية Maxillae: تقع تحت الفكوك العلوية. تقوم بمعالجة الطعام أثناء المضغ. تكون (الجاليا) على شكل كأسي أو على شكل مغرفة لتقع على الحافة الخارجية للشفة. وتحتوي أيضا على مجسات لتحسس الاطعمة.
- اللسان أو زائدة تحت البلعوم Hypopharynx: يوجد على السطح الداخلى للشفة السفلى ويتكون على شكل كروي نوعا ما يساعد في البلع.

### النوع القارض اللاعق (Chewing-lapping insects)
وهو النوع الذي يوجد في النحل والدبابير وتكمن وظيفته في مضغ ولعق الطعام السائل.

### النوع الماص (sucking insects)
يضم هذا النوع الحشرات التي تتغذى على رحيق الأزهار وذلك بامتصاص سائل الغذاء عن طريق أنبوبة ماصة (سيفون) تتكون من بعض أجزاء الفكين السفليين. ويشاهد هذا النوع في الفراشات.

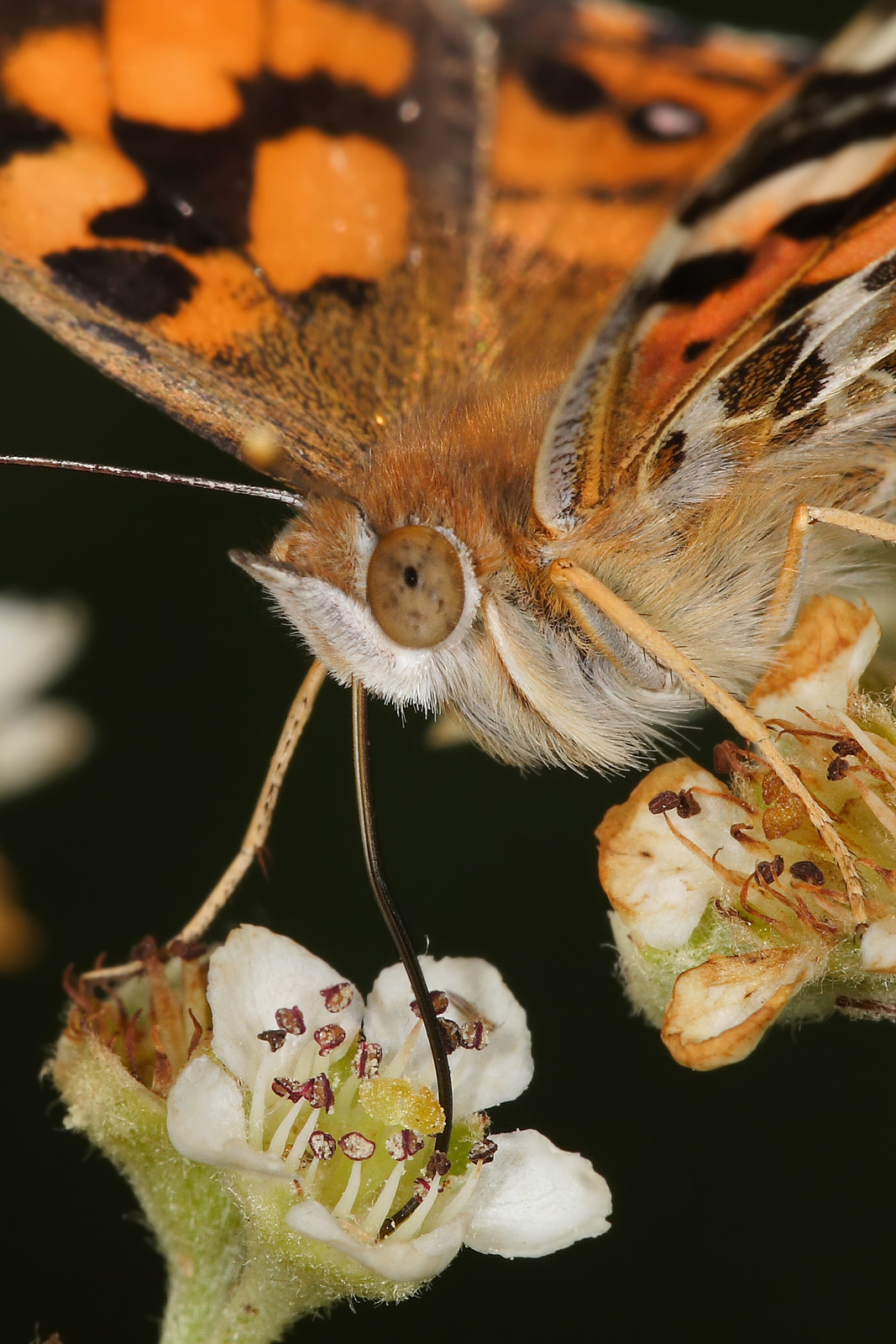
النوع الماص

### النوع الثاقب الماص (piercing-sucking insects)
وهذا النوع يمكن أن يندرج تحت النوع الماص هو النوع الثاقب الماص أجزاء فم الحشرة ويوجد في الحشرات التي تتغذى على العصارات النباتية مثل بق النبات وكذلك الحشرات التي تمتص دم الإنسان أو الفقاريات الأخرى مثل اناث البعوض. وفي هذه الحشرات تتحور أجزاء الفم في شكل أنبوبة تقوم بثقب الأنسجة النباتية والحيوانية وامتصاص ما بها من غذاء. وفي بعوض كيولكس على سبيل المثال تكون هذه الأجزاء على هيئة خرطوم ممدود يتكون من الناحية الظهرية من الشفة العليا الرقيقة ومن الناحية البطنية من الشفة السفلى الغليظة التي تنتهى بزوج من الشفاه اللمسية والشفة السفلية هذه تكّون منحدراً في أعلاها يشكل غلافاً لأجزاء الفم التي تتحور على هيئة أعضاء ابرية الشكل.
- الخرطوم: وهو تركيب انبوبي لولبي من أهم ما يميز هذا النوع من الحشرات، يكون ملفوف اسفل الرأس في حالة عدم استخدامه. عند الطعام يمتد هذا الخرطوم للوصول إلى رحيق الازهار. وفي الحشرات الثاقبة-الماصة يكون الفك محور ليشكل الخرطوم وهو قادر على اختراق الانسجة وامتصاص السوائل

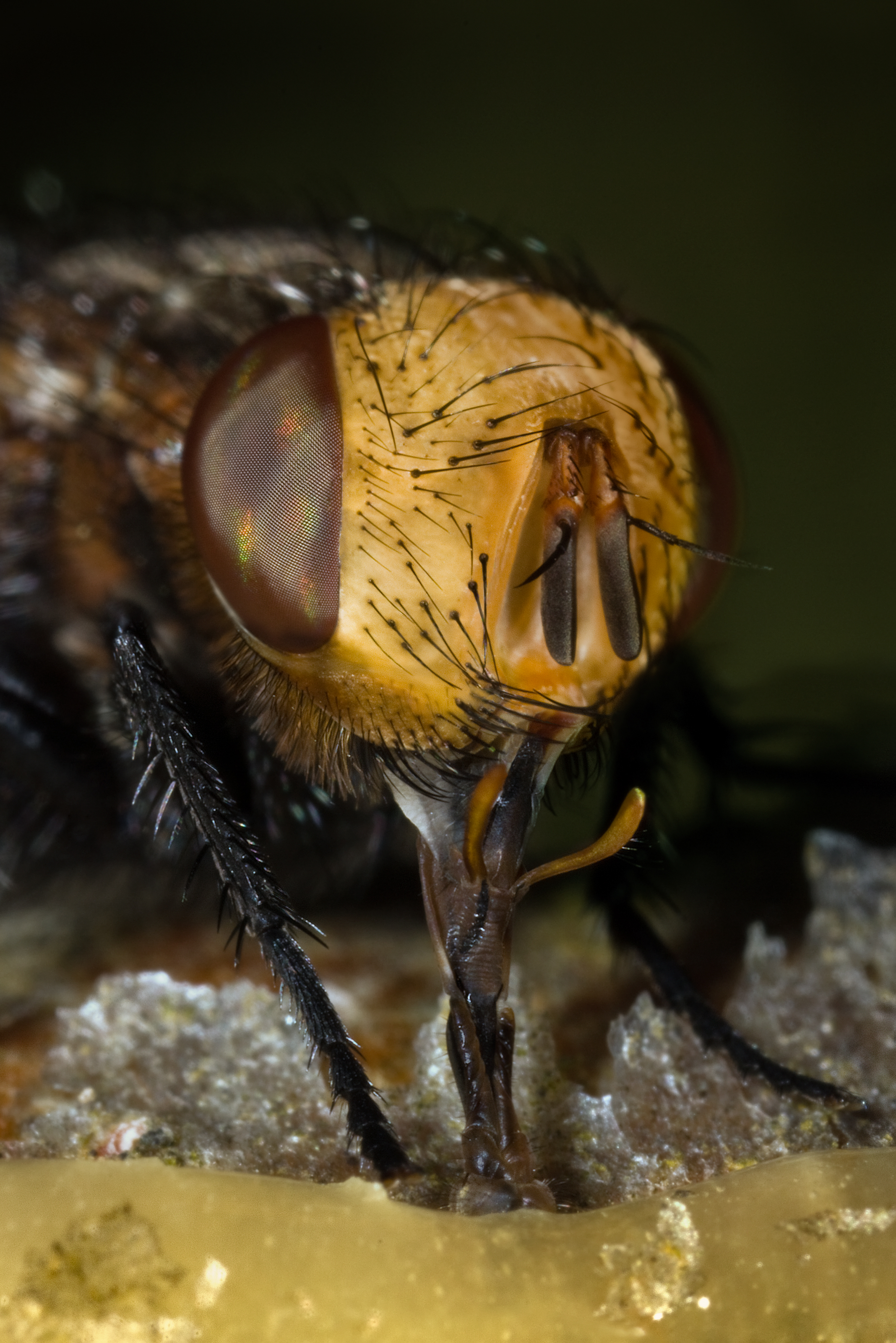
الخرطوم

### النوع الإسفنجي (Sponging insects)
يوجد في فم الذبابة المنزلية وغيرها من الذباب غير المـاص ومثـل هذه الحشرات تتغذى على الأطعمة السائلة أو تلك التي تذوب مباشرة في لعابها.
وفيها قد تحورت الشفة السفلى على هيئة بوز قابل للاستطالة في طـرفه زوج من الأجسـام (الوسائد) الإسفنجية كبيرة الشكل هي الشُفيات ويخترقها قنوات كالقصيبات. وتتكـون الأنبوبـة التـى يصعد فيها الطعـام من منطقة الذقن والشفة العليا وفوق البلعوم وتحت البلعـوم ويعمل الأخير كاللسان داخل أنبوبة الطعام.
وفي هذا النـوع لا يوجد الزوج الأمامى من الفكوك والزوج الخلفى مضمحل مختصر ويمثله زوج الملامس الفكية وساق الفك فقـط.
وعندما تتغذى الذبابة على طعام سائل فإن الوسائـد ذات القصيبـات توضع بملامسة السائل وبذا تمتلئ بواسطة الخاصة الشعرية. وتقود جميـع القصيبـات إلى نقطة واحدة بالقرب من فتحة أنبوبة الطعام.
ومن هذه النقطة يشفط السائل إلى المرئ عن طريق أنبوبة الطعامو يساعد في عملية الشفط مضخة ماصة تقع في البوز. إذا تغذت الذبابة على طعام صلب فإن الشفة توضع على الطعـام ويُفـرغ عليها المحلول الإنزيمى ثم يشفط ثانية محملا بالطعام السائل. وعادة إفراغ المحتويات السائلة على الطعام الصلب عند تغذية الذبابة عليه أثر بالغ في انتشار الأمراض إذ أن هذه السوائل تحوى كثيراً من الميكروبات التي تسـبب أمراضاً مختلفة وبخاصة البكتريا.
وفي بعـض أنـواع الذبـاب الماص كـذباب الإسطبلات وذباب الخيول تتحور الفكوك كمخاريز تمكن الذبابة من ثقب جلد العائل ثم تقوم بشفط دمه بالطريقة الإسفنجية.

## أُنظر أيضاً
- كارح (قراد)